# Vergine annunciata, Angelo annunciante, sant'Antonio Abate e san Giovanni Battista
Le quattro tavolette con Vergine Annunziata, Angelo Annunziante, sant'Antonio Abate e san Giovanni Battista sono opere tempera su tavola (57x24 ognuna) attribuite a Filippo Lippi, databili tra il 1452 e il 1453 circa e conservate alla Galleria degli Uffizi di Firenze.

## Storia e descrizione
Non si conosce la provenienza e la destinazione originaria di queste tavolette, che sono agli Uffizi dal 1919. Il formato è comunque originale, compresa la cornice. Le dimensioni fanno escludere l'uso come pannelli laterali di una pala d'altare, ma parrebbero piuttosto delle decorazioni per qualche libro o oggetto ecclesiastico.
La qualità non è eccelsa, per cui sono spesso stati riferiti alla bottega del Lippi, ma la presenza di ridipinture e lo stato di conservazione non ottimale hanno fatto ipotizzare che si possa trattare di opere autografe del maestro. Il Ruda (1993) le ha messe in relazione con i primi anni del pittore a Prato (1452-1433), quando le fonti descrivono una grande varietà di lavori minori a cui il maestro si sottoponeva nei mesi invernali, quando non era possibile lavorare sui ponteggi. Si conoscono infatti menzioni di porte, bandiere e pannelli di varie forme da inserire in arredi.